# Aersud elicotteri
Aersud Elicotteri è un'azienda italiana che promuove in Italia e in altri Paesi la vendita ed i servizi per gli elicotteri civili.

## Storia
Dal 1963, Aersud Elicotteri è presente nell'aviazione civile italiana. L’Azienda nacque da un’idea dell’Avv. Martino Aichner, pilota di aerosiluranti decorato di Medaglia d'oro al valor militare nel 1942.
Dapprima rappresentante per l’Italia per i velivoli leggeri della Sud Aviation, che diventerà in seguito Aérospatiale, nel 1992 ad Aersud Elicotteri venne affidata la rappresentanza commerciale per l’Italia degli elicotteri Eurocopter, oggi Airbus Helicopters.
Aersud Elicotteri, attraverso Airbus Helicopters ha ottenuto oltre il 50% del settore elicotteristico civile negli ambiti elisoccorso, antincendio boschivo, protezione civile, trasporto passeggeri, corporate e lavoro aereo.
Il gruppo Aersud si è costantemente impegnato per lo sviluppo dell’aviazione civile ed ha incentivato, di concerto con le Autorità Aeronautiche Italiane, la predisposizione delle Leggi e dei Regolamenti che hanno consentito l’impiego liberalizzato dell’elicottero nel nostro Paese. Ha fondato inoltre la Scuola Nazionale di Volo in Montagna ed ha organizzato, in varie Regioni Italiane, l’attivazione di servizi sperimentali di interesse istituzionale.
Aersud Elicotteri è attiva a livello europeo, sia per promuovere la diffusione dell’elicottero civile nei diversi settori di attività, che per partecipare alla evoluzione di normative capaci di coniugare i più elevati standard di sicurezza con la sostenibilità per le imprese.